# Barbodes flavifuscus
Cá Katapa-tapa, tên khoa học Puntius flavifuscus, là một loài cá vây tia trong họ Cyprinidae. Nó chỉ được tìm thấy ở Philippines.